# رزین (کرمانشاه)
رزین (کرمانشاه)، روستایی از توابع بخش مرکزی شهرستان کرمانشاه در استان کرمانشاه ایران است.

## جمعیت
این روستا در دهستان پشت دربند قرار دارد و براساس سرشماری مرکز آمار ایران در سال 1393، جمعیت آن 1846 نفر (436خانوار) بوده‌است.